# Debos purpureofusa
Debos purpureofusa är en fjärilsart som beskrevs av Louis Beethoven Prout 1916. Debos purpureofusa ingår i släktet Debos och familjen mätare. Inga underarter finns listade i Catalogue of Life.